# Hanni Wenzel
Hannelore "Hanni" Weirather, född Wenzel 18 mars 1956 i Straubing, Västtyskland, är en liechtensteinsk tidigare alpin skidåkare som tillhörde världseliten i alpin skidsport under 1970- och 80-talen. Samtidigt var både hennes bror Andreas och hennes syster Petra Wenzel framgångsrika inom alpin skidsport.
Hon tog guld i slalom och storslalom, och silver i störtlopp OS 1980. 1976 tog hon brons i slalom. OS-resultaten räknas även som VM-resultat.
Hon har 33 segrar i världscupen, och vann totala världscupen 1978 och 1980. Wenzel har blivit utsedd till årets idrottare i Liechtenstein nio gånger (1971, 1973, 1975, 1976, 1978, 1979, 1980, 1983 och 1984).
Hanni Weirather är gift med tidigare österrikiska alpina skidåkaren Harti Weirather. Tillsammans har de dottern Tina Weirather, även hon alpin skidåkare.